# Cortinarius alboaggregatus
Cortinarius alboaggregatus är en svampart som beskrevs av Soop 2005. Cortinarius alboaggregatus ingår i släktet Cortinarius och familjen spindlingar.   Inga underarter finns listade i Catalogue of Life.